# Guadalupe kommun, Santander
Guadalupe är en kommun i Colombia.   Den ligger i departementet Santander, i den centrala delen av landet, 190 km norr om huvudstaden Bogotá. Antalet invånare är 5 596.